# Imperio sij
El Imperio sij fue un reino entre los años 1799 y 1849, formado bajo el liderazgo del maharajá Ranjit Singh.  Fue el primer estado que tuvo al sijismo como religión oficial. Los sijes se independizaron del Imperio durrani y crearon el suyo propio. La Compañía de las Indias orientales quiso conquistar el imperio, lo que supuso una serie de guerras que desmembraron el mismo, produciéndose el fin de este en el año 1849, pasando a manos de los británicos.
En los archivos oficiales se siguió utilizando el persa, pero la lengua más hablada era el panyabí, la religión era el sijismo, aunque también se practicaba el islam y el hinduismo.

## Antecedentes

### Gobierno Mogol de Punjab
La Religión sij comenzó en la época de la conquista del norte de la India por parte de Babur, el fundador del Imperio mogol. Su nieto, Akbar el Grande, apoyó la libertad religiosa y, después de visitar el langar de Guru Amar Das, tuvo una impresión favorable del sijismo. Como resultado de su visita, donó tierras al langar y los mogoles no tuvieron ningún conflicto con los gurús Sij hasta su muerte en 1605. Su sucesor Jahangir, sin embargo, veía a los Sij como una amenaza política. Ordenó a Gurú Arjan Dev Ji, quien había sido arrestado por apoyar al rebelde Khusrau Mirza, cambiar el pasaje sobre el islam en Adi Granth. Cuando el Gurú se negó, Jahangir ordenó que fuera condenado a muerte por tortura. El martirio de Guru Arjan Dev condujo al sexto Guru, Guru Hargobind, a declarar la soberanía sij con la creación del Akal Takht y el establecimiento de un fuerte para defender Amritsar. Jahangir intentó hacer valer la autoridad sobre los Sij al encarcelar a Guru Hargobind en Gwalior, pero lo liberó después de varios años cuando ya no se sentía amenazado. La comunidad sij no tuvo más problemas con el imperio mogol hasta la muerte de Jahangir en 1627. El siguiente hijo de Jahangir, Sha Jahan, se ofendió por la "soberanía" de Guru Hargobind y después de una serie de asaltos en Amritsar obligó a los sijs a retirarse a las colinas de Sivalik.
El siguiente gurú, Gurú Har Rai Sahib Ji, mantuvo el guruado en estas colinas al derrotar los intentos locales de apoderarse de la tierra sij y desempeñar un papel neutral en la lucha por el poder entre dos de los hijos de Shah Jahan, Aurangzeb y Dara Shikoh, por el control del Imperio. El noveno Gurú, Guru Tegh Bahadur, trasladó a la comunidad Sij a Anandpur Sahib y viajó extensamente para visitar y predicar en desafío a Aurangzeb, quien intentó instalar a Ram Rai como nuevo guru. El Gurú Tegh Bahadur ayudó a los Pandits de Cachemira a evitar la conversión al islam y fue arrestado por Aurangzeb. Cuando se le ofreció elegir entre la conversión al islam y la muerte, él eligió morir en lugar de comprometer sus principios y fue ejecutado.

### Formación de la Khalsa
Guru Gobind Singh asumió el guruado en 1675 y para evitar batallas con los rajas de colinas Siwalik, se trasladó a Paunta. Allí construyó una gran fortaleza para proteger la ciudad y guarneció un ejército para protegerla. El creciente poder de la comunidad sij alarmó a los rajas de las colinas Siwalik que intentaron atacar la ciudad, pero las fuerzas de Guru Gobind Singh los derrotaron en la batalla de Bhangani. Se trasladó a Anandpur y estableció la Khalsa, un ejército colectivo de sijs bautizados, el 30 de marzo de 1699. El establecimiento del Khalsa unió a la comunidad Sij contra varios reclamantes del guruado respaldados por los Mogoles. En 1701, un ejército combinado de los rajas de las colinas Siwalik y los mogoles bajo Wazir Khan atacaron Anandpur. La Khalsa se retiró pero se reagrupó para derrotar a los mogoles en la batalla de Muktsar. En 1707, Guru Gobind Singh aceptó una invitación del sucesor de Aurangzeb, Bahadur Shah I, para reunirse con él. La reunión tuvo lugar en Agra el 23 de julio de 1707.

### Banda Singh Bahadur
En agosto de 1708, Guru Gobind Singh visitó Nanded. Allí conoció a un recluso de Bairāgī, Madho Das, quien se convirtió al sijismo, rebautizado como Banda Singh Bahadur. Poco antes de su muerte, Guru Gobind Singh le ordenó reconquistar la región de Punjab y le dio una carta que ordenaba a todos los Sijs que se unieran a él. Después de dos años de ganar partidarios, Banda Singh Bahadur inició un levantamiento campesino dividiendo las grandes propiedades de las familias de Zamindar y distribuyendo la tierra a los campesinos pobres que cultivaban la tierra. Banda Singh Bahadur comenzó su rebelión con la derrota de los ejércitos mogoles en Samana y Sadhaura y la rebelión culminó con la derrota de Sirhind. Durante la misma, Banda Singh Bahadur se propuso destruir las ciudades en las que los Mogoles había sido crueles con los partidarios de Guru Gobind Singh. Ejecutó a Wazir Khan en venganza por la muerte de los hijos de Guru Gobind Singh y Pir Budhu Shah después de la victoria de Sij en Sirhind. Gobernó el territorio entre el río Sutlej y el río Yamuna, estableció una capital en el Himalaya en Lohgarh y acuñó monedas a los nombres de Guru Nanak y Guru Gobind Singh. En 1716, su ejército fue derrotado por los mogoles luego de que intentara defender su fuerte en Gurdas Nangal. Fue capturado junto con 700 de sus hombres y enviado a Delhi, donde todos fueron torturados y ejecutados después de negarse a convertirse al Islam.

## Período de Dal Khalsa

### Confederación Sij
El período comprendido entre 1716 y 1799 fue una época muy turbulenta política y militarmente en la región de Punjab. Esto fue causado por el declive general del imperio mogol que dejó un vacío de poder en la región que finalmente fue llenada por los sij de Dal Khalsa, que significa "ejército de Khalsa" o "partido de Khalsa", a fines del siglo XVIII. Después de derrotar varias invasiones por parte de los gobernantes afganos del Imperio durrani y sus aliados, restos de los mogoles y sus administradores, los rajas de las colinas hindúes aliados de los Mogoles de las colinas Sivalik, y los musulmanes locales hostiles se ponen del lado de otras fuerzas musulmanas. Los Sijs de Dal Khalsa en algún momento formaron sus propias regiones administrativas independientes, los Misls, derivadas de un término Persa-árabe que significa "similar", encabezado por Misldars. Estos Misls estaban unidos en gran parte por Maharaja Ranjit Singh.

### Estados Cis-Sutlej
Los estados Cis-Sutlej eran un grupo de estados sij en la región de Punjab que se extendían entre el río Sutlej al norte, el Himalaya al este, el río Yamuna y el distrito de Delhi al sur, y el distrito de Sirsa al oeste. Estos estados cayeron bajo la soberanía del Imperio Maratha en 1785 antes de la Segunda Guerra Anglo-Maratha de 1803-1805, después de lo cual los Marathas perdieron el control del territorio a favor de la Compañía Británica de las Indias Orientales. Los estados Cis-Sutlej incluían Kalsia, Kaithal, Patiala, Nabha, Jind, Thanesar, Malerkotla, Ludhiana, Kapurthala, Ambala, Firozpur y Faridkot, entre otros. Si bien estos estados Sij habían sido creados por el Dal Khalsa, no se convirtieron en parte del Imperio Sij y hubo una prohibición mutua de guerra tras el tratado de Amritsar en 1809 (en el que el reino perdió la reclamación sobre estos estados, y los británicos no debían interferir al norte del Sutlej o en el territorio existente del reino al sur del Sutlej), tras los intentos de Ranjit Singh por arrebatar el control de estos estados a los británicos entre 1806 y 1809. El cruce Sij del Sutlej, luego de la militarización británica de la frontera con Punjab (de 2,500 hombres y seis cañones en 1838 a 17,612 hombres y 66 cañones en 1844, y 40,523 hombres y 94 cañones en 1845), y los planes de usar el territorio recién conquistado de Sindh como un trampolín para avanzar en la región de Multan, controlada por los sijs, finalmente resultaría en conflicto con los británicos.

## Imperio
El inicio formal del Imperio Sij se produjo con la unificación de los Misls en 1801, creando un estado político unificado. Todos los líderes Misl, que estaban afiliados con el ejército, eran miembros de la nobleza con antecedentes familiares generalmente prestigiosos y largos en la historia de Sij. La extensión geográfica del imperio iba desde la región de Punjab hasta el paso de Khyber en el oeste, a Cachemira en el norte, Sind en el sur y el Tíbet en el este. Se estima que la demografía religiosa del imperio ha sido un poco más del 10%  al 12% Sij, el 80% musulmán, y poco menos del 10% hindú. La población era de 3.5 millones, según The Last Sunset: The Rave and Fall of Lahore Durbar de Amarinder Singh. Se estima que el 90% de la población sij en el momento, y más de la mitad de la población total, se concentró en el alto Doab Bari, Jalandhar, y el alto Doab Rechna, y en las áreas de su mayor concentración formada alrededor de una la tercera parte de la población en la década de 1830; la mitad de la población sij de esta región central estaba en el área cubierta por los distritos posteriores de Lahore y Amritsar. En 1799, Ranjit Singh trasladó la capital a Lahore desde Gujranwala, donde había sido establecido en 1763 por su abuelo, Charat Singh.

## Declive
Después de la muerte de Ranjit Singh en 1839, el imperio se vio gravemente debilitado por las divisiones internas y la mala gestión política. Esta oportunidad fue utilizada por la Compañía Británica de las Indias Orientales para atacar y debilitar al imperio, dando inicio a las guerras anglo-sij.
La batalla de Firozpur (1845) marcó un punto de inflexión en estos conflictos, los británicos se encontraron con el Ejército de Punjab en Firozpur, comenzando la batalla con un duelo de armas en el que los Sijs "tenían más armamento que los británicos". A medida que los británicos avanzaban, los europeos en su ejército eran objetivos especiales, ya que los sijs creían que si el ejército "se desmoralizaba, la columna vertebral de la posición del enemigo se rompería". La lucha continuó durante toda la noche. La posición británica "se hizo más grave a medida que avanzaba la noche", y "sufrió terribles bajas con cada miembro del personal del Gobernador General muerto o herido". Sin embargo, el ejército británico tomó y sostuvo Ferozeshah. El general británico sir James Hope Grant registra: "Verdaderamente la noche fue de pesimismo y prohibiciones y quizás nunca en los anales de la guerra haya habido un Ejército británico de una escala tan grande cerca de una derrota que hubiera implicado la aniquilación".
Las razones de la retirada de los Sij son polémicas. Algunos creen que fue la traición del alto mando no Sij de su propio ejército lo que los llevó a alejarse de una fuerza británica en estado precario y maltratado. Otros creen que una retirada táctica fue la mejor política.
El imperio sij fue finalmente disuelto al finalizar la Segunda Guerra Anglo-Sij en 1849 en estados principescos separados y la provincia británica de Punjab. Finalmente, se estableció un teniente de gobernador en Lahore como representante directo de la Corona británica.